# Aliança (álbum de Koinonya)
Aliança é o álbum de estreia do Koinonya, gravado em lançado em 1988.
Gravado de forma caseira em uma casa localizada em Goiânia, a obra foi produzida por Asaph Borba e Gerson Ortega, por sugestão do vocalista e líder Bené Gomes. No disco, estão algumas das músicas mais notórias da banda, como "Ao Único", "Tu És Soberano", "Quem Pode Livrar", "Aliança" e "Espírito Enche". Alda Célia também está entre os principais vocais e compositora de várias faixas.
Em 2015, foi considerado, por vários historiadores, músicos e jornalistas, como o 26º maior álbum da música cristã brasileira, em uma publicação dirigida pelo Super Gospel. Em 2019, foi eleito o 18º melhor álbum da década de 1980 em lista publicada pelo mesmo veículo.

## Faixas
Lado A
1. "Ao Único" (Bené Gomes)
2. "Tu És Soberano" (Márcio Pereira)
3. "Te Agradeço" (Silvério Peres)
4. "Aliança" (Bené Gomes)
5. "Espírito Enche" (Márcio Pereira)
6. "Deixa Meu Rio" (Alda Célia)

Lado B
1. "Quem Pode Livrar" (Bené Gomes)
2. "A Voz do Senhor" (Alda Célia)
3. "Adoração" (César Augusto e Gilberto Jr.)
4. "Como a Corça" (Bené Gomes)
5. "Coração Fiel" (Silvério Peres)

| Críticas profissionais | Críticas profissionais |
| Avaliações da crítica  | Avaliações da crítica  |
| Fonte                  | Avaliação              |
| ---------------------- | ---------------------- |
| Super Gospel           | [ 6 ]                  |

## Ficha técnica
- Bené Gomes - vocais
- Alda Célia - vocais
- Márcio Pereira - vocais de apoio
- Silvério Peres - baixo
- Asaph Borba - produção musical, arranjos, vocal em "Aliança" e "Quem Pode Livrar"
- Gerson Ortega - produção musical, arranjos, teclado
- Neide Arruda - teclado
- Eduardo Welter - flauta
- Lídia Rosana Borba - arranjos vocais, vocal em "Quem Pode Livrar"
- Lhea Durante - trompete
- Pedro Jr. - trompete, projeto gráfico